# Joseph Epping
Joseph Epping, född den 1 december 1835 i Bevergern vid Ems, död den 22 augusti 1894 i Exaeten, var en tysk astronom och assyriolog.
Epping trädde 1859 in i jesuitorden. Han var en tid lärare i matematik och astronomi vid kollegiet i Maria-Laach och innehade 1872-76 en professur i matematik vid tekniska högskolan i Quito. Resten av sitt liv var han lärare i matematik och astronomi vid seminarierna Blijenbeck och Exaeten i Limburg i Holland. 
Tillsammans med J.N. Strassmaier producerade Epping en rad arbeten, som blev grundläggande för ett fortsatt studium av den babyloniska astronomin. Således bestämde Epping början av den seleucidiska eran, karaktären av det babyloniska året, dagens början och indelningen samt att månaden rättade sig efter nymåne. 
Han påvisade tillika att kaldéerna noggrant kunde förutsäga planeternas heliakiska upp- och nedgång, opposition och retrograda rörelse, ange deras ställning till bestämda fixstjärnor samt beräkna nymåne och sol- och månförmörkelse. 
Utöver sitt huvudverk Astronomisches aus Babylon (1889) publicerade han sina resultat, dels på egen hand, dels tillsammans med Strassmaier, i Stimmen aus Maria-Laach, band 21 (1881) och band 39 (1890) och i "Zeitschrift für Assyriologie" IV-VIII (1889-93).